# Tamzoura
Tamzoura è un comune dell'Algeria, situato nella provincia di ʿAyn Temūshent.